# Free-to-air
Free to Air (FTA) er en betegnelse for tv-kanaler (Både satellit-tv, analog antennebaseret tv samt det digitale antennebaseret tv netværk DTT) som kan modtages gratis, dvs. tv-signalet bliver ikke krypteret og kræver ikke abonnement.
Metoden blive mere og mere udbredt, bl.a. på grund af det bedre signal og den enklere administration. F.eks. har det engelske BBC besluttet at sende via satellit-tv på de nye Astra- og Hotbird-satellitter, ligesom de tyske nationale stationer ARD og ZDF har gjort i årevis. 
Modsætningen er de lukkede systemer som Viasat og Canal Digital anvender i Danmark, hvor kun de statsdrevne DR1, DR2, DR Ramasjang er tilgængelige som FTA-kanaler. Derudover er også en række udenlandske FTA-kanaler tilgængelige via satellit og via Digitalt Tv (DTT).

## Astra 19° øst
Denne tilbyder omkring 120 Tv-kanaler og 70 radiostationer fra Europa (Tyskland, Frankrig, Holland, Spanien og Italien). Blandt disse kan nævnes:
- 3sat, BR, HR, MDR, NDR, RBB, SWR, WDR
- Al-Jazeera Satellite Channel
- ARD - Das Erste, Eins Extra, Eins Festival, Eins Plus
- Arte
- Bahn TV
- BBC World
- CNBC Europe
- CNN International Europe
- Das Vierte
- Deutsche Welle TV
- DMAX
- EuroNews
- Eurosport Deutschland
- France 24
- Kabel 1
- KI.KA
- MTV
- n-tv
- N24
- ORF 2
- Phoenix
- ProSieben
- Real Madrid TV
- RTL, RTL 2, Super RTL
- RTS Sat
- Sat.1
- Sky News
- TV5
- TV Polonia
- TVP Kultura
- TV Shop Deutschland
- VOX
- ZDF, ZDF Dokukanal, ZDF Infokanal, ZDF Theaterkanal

## EUTELSAT Hotbird 13° øst
Denne leverer omkring 250 Tv-kanaler og 150 radiostationer fra Europa, Mellemøsten, Asien og Latinamerika.
- 1-2-3 Sat
- 3Channel
- 50 Canale
- Abu Dhabi TV
- Al-Arabiya
- Al-Iraqiya TV1
- Al-Jazeera Childrens Channel
- Al-Jazeera Documentary
- Al-Jazeera Mobasher
- Al-Jazeera Satellite Channel
- All TV
- ANB TV
- ARD Das Erste, ZDF
- Ariana Afghanistan TV
- Art Channel
- Arte France
- Asianet Plus
- AssyriaSat
- BBC World
- Bethel Televisión
- Bloomberg TV Deutschland
- Bloomberg TV Europe
- Bloomberg TV UK
- Canal 24 Horas
- Canale 5
- Canale 8
- Canale Italia
- CCTV9 International
- CGN TV
- Challenger TV
- Cinguestelle TV
- Colombia TVColombia.dk Arkiveret 28. oktober 2007 hos  Wayback Machine
- Conto TV
- Das Vierte
- Daystar TV
- Denaro TV
- Deutsche Welle-TV
- Didar Global TV
- Dubai TV Europe
- Duna TV
- EBC1
- EuroNews
- Eurotic TV
- Eurotic TV2
- Eurotic TV3+
- Family Life TV
- Fashion TV Europe
- Fashion TV
- France 24
- Galaxy TV
- GOD TV Europe
- Gospel Channel Europe
- Home Shopping Galerie
- Iqraa
- Iran TV Network
- Iranian Cinema Channel
- IRINN
- ITV Polska
- Jaam-e-Jam International
- JCTV
- Julie Channel
- KTV
- Kurdistan TV
- LBC Maghreb
- Magic TV
- Magyar TV2
- Me4uTV
- MKTV Sat
- Mohabat TV
- MRTV3
- MTA International
- Music Box РОССИЯ
- NBC Europe
- Nepali TV
- NourSat
- NRJ 12
- Omed-e-Iran
- Pentagon Channel
- People TV
- Planet Italia
- PlayTV
- Podróze TV
- Polonia 1
- Polsat 2
- Polsat Zdrowie i uroda
- Puntoshop TV
- Qatar TV
- Qur-an TV
- Radio Italia TV
- Rai Med
- Rai News 24
- Rai Uno, Rai Due, Rai Tre
- Rai Utile
- Real Madrid TV
- Rete Capri
- Roma Uno
- RomaSat
- RTB International
- RTL 102.5 TV
- RTL Television
- RTL2 Schweiz
- RTP Internacional
- Russia Today
- RUTV
- S24
- Salaam TV
- Sat8
- SKY Meteo 24
- Sun TV India
- Super RTL Schweiz
- Suroyo TV
- Suryoyo Sat
- Syria Satellite Channel
- Tapesh TV
- TBN Europe
- TBN Italia
- Tele 5 Polska
- Telecolore
- Telefortune Sat
- Telenova
- Thai TV Global Network
- The Church Channel
- Tiziana Sat 2
- Tiziana Sat
- Toscana Channel
- TRT International
- Türk7
- TV Moda
- TV Polonia
- TV Slovenija 1
- TV Slovenija 2
- TV Slovenija 3
- TV5 Monde Europe
- TVE Internacional
- TVP Kultura
- TVR International
- VenetoSat
- VideoBergamo
- VIVA Polska
- VOX Schweiz
- Wind International TV
- Первий Канал
- РБК ТВ
- РТР Планета
- РТР Спорт
- ТБН РоссиЯ

## Türksat 42° Øst
- Al-Jazeera
- Al-Jazeera English
- ATV Türkiye
- AzTV
- CNN Türk
- Discovery Channel Turkey
- DreamTürk
- Euro D
- FOX Türkiye
- Kanal 1
- Kanal 7
- Kanal B
- Kanal D
- Kanalturk
- MTV Türkiye
- Rumeli TV
- Samanyolu TV
- SESTV
- ShowTV
- Star Türk
- Telesport
- TRGT
- TRT1
- TRT2
- TRT3
- TRT4
- TRT International
- TRT Türk
- TürkShop
- Türkshow
- TV5 Türkiye
- TV8 Türkiye
- TVNet

## Hispasat 30° Vest
- Abu Dhabi TV
- AD Brasil
- Al-Iraqiya TV1
- Al-Jazeera English
- Andalucía TV
- BBC World
- Canal Catalá
- Canal Habana
- Canal Latino TV
- Canal Palarmento
- Canal Senado
- Canal Vasco
- Cetelmon TV
- Contacta M
- Cubavisión
- Cubavisión International
- ETB Sat
- EuroNews
- European Home Shopping
- France 24
- Gigashopping TV
- GOD TV UK & Ireland
- Iberica TV
- ManáSat 1
- ManáSat 2
- Oman TV
- Overon
- Qatar TV
- Real Madrid TV Español
- Rede 7 TV
- RTP Canal 4
- Show Gospel TV
- Sudan TV
- Syria Satellite Channel
- TeleMadrid Sat
- TPA
- TV5 Monde Europe
- TVC Internacional
- TV Canaria
- TV Canaria International
- TV TeleLinea

## Eutelsat 16A 16° øst
- HRT1
- HRT4
- Pink Folk
- BN Sat
- BN Music
- FACE TV
- OBN
- RTRS
- OTV Valentino
- MKTV 2 sat
- TV Duga Sat
- Svet Plus